# Andlig uppföljare
Andlig uppföljare eller spirituell uppföljare (av engelska: spiritual successor) är en term som används inom mediaindustrin. Termen syftar till ett verk som inte direkt bygger vidare handlingen från tidigare verk inom samma universum (såsom till exempel en uppföljare gör). En andlig uppföljare kan dock använda sig av samma element, teman och stilar som de tidigare verken inom samma universum. Begreppet "andlig uppföljare" är snarlikt begreppen "fristående uppföljare" och "spinoff" även om dessa båda begrepp brukar ha starkare koppling till originalverken än vad en andlig uppföljare har.

## Exempel

### Datorspel
- Assassin's Creed är en andlig uppföljare till Prince of Persia-serien.
- Bayonetta är en andlig uppföljare till Devil May Cry-serien.
- Bioshock är en andlig uppföljare till System Shock-serien.
- Dragon Age: Origins är en andlig uppföljare till Baldur's Gate-serien.
- Fallout är en andlig uppföljare till Wasteland.
- Paper Mario är en andlig uppföljare till Super Mario RPG: Legend of the Seven Stars.
- Perfect Dark är en andlig uppföljare till Goldeneye 007.
- Yooka-Laylee är en andlig uppföljare till Banjo-Kazooie-serien.

### Filmer
- MirrorMask är en andlig uppföljare till Den mörka kristallen och Labyrint.
- Otäcka odjur är en andlig uppföljare till En fisk som heter Wanda.
- Zathura - Ett rymdäventyr är en andlig uppföljare till Jumanji.